# Reipisch

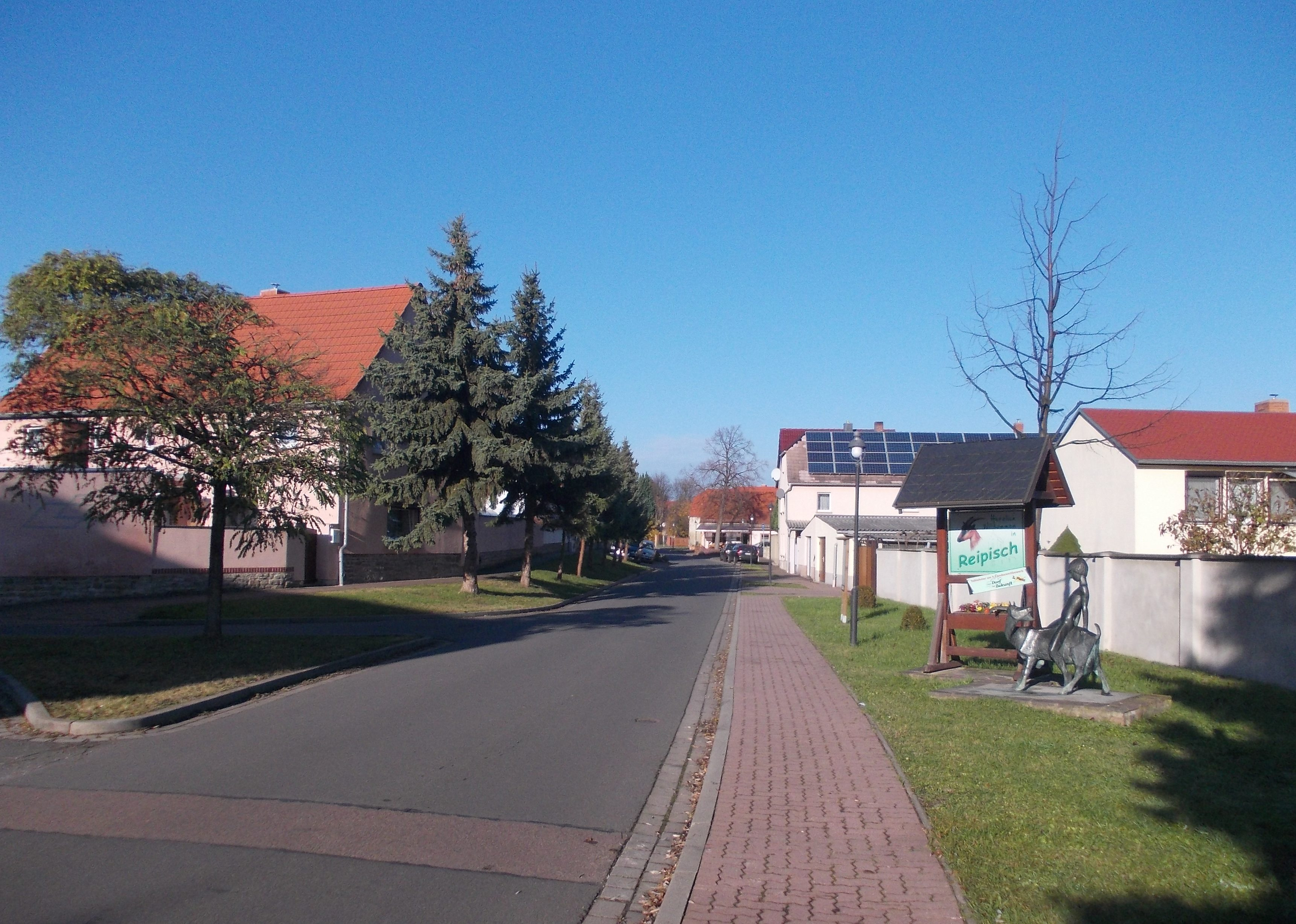
Dorfstraße in Reipisch

Reipisch ist ein Ortsteil der Ortschaft Frankleben der Stadt Braunsbedra im Saalekreis (Sachsen-Anhalt).

## Geografie
Reipisch liegt im Geiseltal zwischen Geiseltalsee im Westen, Runstedter See im Süden und A38 im Osten.

## Geschichte
Reipisch im Tal der Geisel ist eine slawische Siedlung aus dem 7. Jahrhundert. Der erste Name „Ripsio“ ist vom slawischen Wort für „Rübenfeld“ abgeleitet. Reipisch gehörte bis 1815 zum hochstiftlich-merseburgischen Amt Merseburg, das seit 1561 unter kursächsischer Hoheit stand und zwischen 1656/57 und 1738 zum Sekundogenitur-Fürstentum Sachsen-Merseburg gehörte. Durch die Beschlüsse des Wiener Kongresses kam der Ort im Jahr 1815 zu Preußen und wurde 1816 dem Kreis Merseburg im Regierungsbezirk Merseburg der Provinz Sachsen zugeteilt.
Am 1. Juli 1950 wurde Reipisch nach Frankleben eingemeindet, mit dem es am 1. Januar 2004 zu Braunsbedra kam.

## Verkehr
Im Nachbarort Frankleben befindet sich ein Bahnhof an der Bahnstrecke Merseburg–Querfurt, der stündlich von Regionalbahnen bedient wird. Östlich des Orts befindet sich die A38. Die nächste Abfahrt „Merseburg-Süd“ liegt südöstlich von Reipisch.